# Janez Klemenčič
Janez „Jani“ Klemenčič (* 21. September 1971 in Jesenice) ist ein ehemaliger slowenischer Ruderer.
Noch für Jugoslawien startend belegte Janez Klemenčič bei den Junioren-Weltmeisterschaften 1989 den fünften Platz im Doppelzweier. 1992 nahm Slowenien erstmals an Olympischen Spielen teil. Bei der Olympiaregatta 1992 gewann der slowenische Vierer ohne Steuermann mit Janez Klemenčič, Sašo Mirjanič, Milan Janša und Sadik Mujkič die Bronzemedaille hinter den Booten aus Australien und aus den Vereinigten Staaten. 
Mit dem slowenischen Vierer ohne Steuermann erreichte Klemenčič 1994 den vierten Platz bei den Weltmeisterschaften, 1995 belegten die Slowenen den achten Platz. Bei den Olympischen Spielen 1996 saßen Denis Žvegelj, Klemenčič, Janša und Mujkič im slowenischen Vierer, der als viertes Boot hinter Australiern, Franzosen und Briten ins Ziel kam. Nachdem der slowenische Vierer auch bei den Weltmeisterschaften 1997 den vierten Platz belegt hatte, fehlte Klemenčič zwei Jahre bei internationalen Regatten. 
Bei den Olympischen Spielen 2000 saß er wieder im slowenischen Vierer, der mit Klemenčič, Janša, Rok Kolander und Matej Prelog wie vier Jahre zuvor den vierten Platz belegte. Ein Jahr später gewannen die vier Slowenen bei den Weltmeisterschaften 2001 in Luzern die Bronzemedaille hinter Briten und Deutschen. 2002 belegte der slowenische Vierer wieder den vierten Platz im Weltmeisterschaftsfinale. Bei seiner vierten Olympiateilnahme 2004 in Athen erreichte Klemenčič mit dem slowenischen Vierer nicht das A-Finale, in der Gesamtwertung belegten die Slowenen den neunten Platz. Nach der Saison 2005 endete die Karriere von Janez Klemenčič.
Der 1,90 m große Janez Klemenčič ruderte für Veslaski Klub Bled.